# Eugerres lineatus
Eugerres lineatus е вид бодлоперка от семейство Gerreidae. Видът не е застрашен от изчезване.

## Разпространение и местообитание
Разпространен е в Гватемала, Еквадор, Колумбия, Коста Рика, Мексико, Никарагуа, Панама, Перу, Салвадор и Хондурас.
Обитава крайбрежията и пясъчните дъна на морета, заливи и лагуни в райони с тропически и субтропичен климат. Среща се на дълбочина от 1 до 6,5 m.

## Описание
На дължина достигат до 18 cm.